# Принс-Уильям (округ)
Округ Принс-Уильям (англ. Prince William County) располагается в США, штате Виргиния. Официально образован в 1731 году. По состоянию на 2013 год, численность населения составляла 431 258 человек.

## История
На момент появления европейцев территория округа была населена алгонкино-говорящим племенем Доег, частью конфедерации Поухатан. Округ Принс-Уильям был создан актом Генеральной Ассамблеи колонии Вирджиния в 1731 году из западной части округа Стаффорд и части округа Кинг-Джордж. Первое время территория округа включала в себя то, что впоследствии стало округами Арлингтон, Фэрфакс, Фокьер и Лаудон; сюда же входили города Александрия, Фэрфакс, Фоллс-Черч и Манассас. Округ был назван по имени принца Уильяма, герцога Камберлендского, третьего сына короля Георга II.
Когда началась гражданская война, жители округа служили в армии Конфедерации. Здесь были набраны несколько пехотных и кавалерийских рот:
- Prince William Cavalry (рота A, 4-го вирджинского кавполка)
- Роты C и D, 8-го вирджинского пехотного полка)
- Prince William Rifles (рота F, 17-го вирджинского пехотного полка),
- Роты A и В, 49-го вирджинского пехотного полка,
- Mosby’s Rangers (партизаны)
- Chincapin Rangers (партизаны).

В ходе войны на территории округа произошло три крупных сражения и несколько мелких: это было первое сражение при Бул-Ране в июле 1861, небольшое сражение при Торуфэир-Гэп, Сражение при Кэттл-Ран, Второе сражение при Бул-Ране в августе 1862, и сражение при Бристо-Стейшен в октябре 1863. Так же на территории округа активно действовали партизаны Джона Мосби.

## География
По данным Бюро переписи США, общая площадь округа равняется 901 км², из которых 870 км² суша и 31 км² или 3,5 % это водоёмы.

### Соседние округа
- Лаудон (Виргиния) — север
- Фэрфакс (Виргиния) — север-восток
- Чарльз (Мэриленд) — юго-восток
- Стаффорд (Виргиния) — юг
- Фокир (Виргиния) — запад
- независимый город Манассас (Виргиния) — центр
- независимый город Манассас-Парк (Виргиния) — центр

## Демография
По данным переписи населения 2000 года в округе проживает 402 002 жителей в составе 130 785 домашних хозяйств. Плотность населения составляет 458 человека на км². На территории округа насчитывается 137 115 жилых строений, при плотности застройки 156 строений на км². Расовый состав населения: белые — 57,8 %, афроамериканцы — 20,2 %, коренные американцы (индейцы) — 0,60 %, азиаты — 7,5 %, гавайцы — 0,1 %, представители других рас — 9,1 %, представители двух или более рас — 5,1 %. Испаноязычные составляли 20,3 % населения.
В составе 42,20 % из общего числа домашних хозяйств проживают дети в возрасте до 18 лет, 76,1 % домашних хозяйств представляют собой супружеские пары проживающие вместе (по сравнению с 66,5 % в целом по США).
По возрастному составу округа имеются данные, что 29,3 % населения моложе 18 лет и 6,50 % от 65 и старше. Средний возраст жителя округа 33,2 года.
По данным на 2012 год средний доход на домохозяйство в округе составлял 93 744 USD.